# Assassinio al terzo piano
Assassinio al terzo piano (Games) è un film del 1967 diretto da Curtis Harrington, interpretato da Simone Signoret ed i giovani James Caan e Katharine Ross.

## Trama
Paul, un collezionista americano, ha deciso di uccidere la moglie per impossessarsi di tutto il suo patrimonio. Architetta così una serie di sadici giochetti e varie trappole per farla morire di paura.